# Campeonato Europeu Júnior de Atletismo de 2011
O Campeonato Europeu Júnior de Atletismo de 2011 foi a 21ª edição do torneio organizada pela Associação Europeia de Atletismo para atletas com menos de vinte anos, classificados como Júnior. O evento foi realizado no Estádio Kadrioru em Tallinn na Estônia, entre 21 e 24 de julho de 2011. Foram disputadas 44 provas sendo quebrados 9 recordes do campeonato e tendo como destaque a Rússia com 18 medalhas no total, sendo 8 de ouro.

## Resultados
Esses foram os resultados do campeonato. 

### Masculino
| Evento                          | Ouro                                                                       | Ouro      | Prata                                                                          | Prata     | Bronze                                                                         | Bronze    |
| ------------------------------- | -------------------------------------------------------------------------- | --------- | ------------------------------------------------------------------------------ | --------- | ------------------------------------------------------------------------------ | --------- |
| 100 m                           | Jimmy Vicaut · França                                                      | 10.07     | Adam Gemili · Reino Unido                                                      | 10.41     | David Bolarinwa · Reino Unido                                                  | 10.46     |
| 200 m                           | David Bolarinwa · Reino Unido                                              | 21.07     | Pierre Vincent · França                                                        | 21.22     | Jeffrey John · França                                                          | 21.24     |
| 400 m                           | Marcell Deák-Nagy · Hungria                                                | 45.42     | Nikita Uglov · Rússia                                                          | 46.01     | Michele Tricca · Itália                                                        | 46.09     |
| 800 m                           | Pierre-Ambroise Bosse · França                                             | 1:47.14   | Zan Rudolf · Eslovênia                                                         | 1:47.73   | Johan Rogestedt · Suécia                                                       | 1:47.88   |
| 1.500 m                         | Adam Cotton · Reino Unido                                                  | 3:43.98   | Thomas Solberg Eide · Noruega                                                  | 3:44.70   | Alexander Schwab · Alemanha                                                    | 3:44.82   |
| 5.000 m                         | Gabriel Navarro · Espanha                                                  | 14:07.06  | Bartosz Kowalczyk · Polónia                                                    | 14:07.17  | Jonathan Hay · Reino Unido                                                     | 14:07.78  |
| 10.000 m                        | Gabriel Navarro · Espanha                                                  | 30:02.18  | Emmanuel Lejeune · Bélgica                                                     | 31:35.19  | Szymon Kulka · Polónia                                                         | 31:50.13  |
| 110 m com barreiras             | Jack Meredith · Reino Unido                                                | 13.50     | Andrew Pozzi · Reino Unido                                                     | 13.57     | Rahib Mammadov · Azerbaijão                                                    | 13.78     |
| 400 m com barreiras             | Varg Königsmark · Alemanha                                                 | 49.70     | Stef Vanhaeren · Bélgica                                                       | 50.01     | Jose Reynaldo Bencosme de Leon · Itália                                        | 50.30     |
| 3.000 m com obstáculo           | Ilgizar Safiullin · Rússia                                                 | 8:37.94   | Muhammet Emin Tan · Turquia                                                    | 8:46.74   | Martin Grau · Alemanha                                                         | 8:48.79   |
| Revezamento 4 x 100 metros      | França · Vincent Michalet · Jimmy Vicaut · Jeffrey John · Ken Romain       | 39.35     | Reino Unido · Dannish Walker-Khan · Sam Watts · Adam Gemili · David Bolarinwa  | 39.48     | Polónia · Konrad Donczew · Kamil Supiński · Kamil Bijowski · Tomasz Kluczyński | 40.42     |
| Revezamento 4 x 400 metros      | Itália · Michele Tricca · Paolo Danesini · Alberto Rontini · Marco Lorenzi | 3:06.46   | Rússia · Evgeny Khokhlov · Radel Kashefrazov · Denis Nesmashnyy · Nikita Uglov | 3:07.47   | Alemanha · Varg Königsmark · Lukas Schmitz · Lukas Hamich · Johannes Trefz     | 3:08.56   |
| 10 km marcha atlética           | Hagen Pohle · Alemanha                                                     | 40:43.73  | Ihor Lyashchenko · Ucrânia                                                     | 41:10.43  | Luís Alberto Amezcua · Espanha                                                 | 41:34.13  |
| Salto em altura                 | Nikita Anishchenkov · Rússia                                               | 2.27      | Janick Klausen · Dinamarca                                                     | 2.25      | Gianmarco Tamberi · Itália                                                     | 2.25 =    |
| Salto com vara                  | Emile Denecker · França                                                    | 5.50      | Kévin Menaldo · França                                                         | 5.50      | Dídac Salas · Espanha                                                          | 5.40 =    |
| Salto em distância              | Sergey Morgunov · Rússia                                                   | 8.18      | Tomasz Jaszczuk · Polónia                                                      | 8.11      | Evgeny Antonov · Rússia                                                        | 7.83      |
| Salto triplo                    | Alexander Yurchenko · Rússia                                               | 16.31     | Murad Ibadullayev · Azerbaijão                                                 | 16.25     | Georgi Tsonov · Bulgária                                                       | 15.90     |
| Arremesso de peso (6 kg)        | Krzysztof Brzozowski · Polónia                                             | 20.92     | Daniele Secci · Itália                                                         | 20.45     | Christian Jagusch · Alemanha                                                   | 19.80     |
| Arremesso de disco (1,75 kg)    | Lukas Weisshaidinger · Áustria                                             | 63.83     | Danijel Furtula · Montenegro                                                   | 63.54     | Benedikt Stienen · Alemanha                                                    | 62.33     |
| Lançamento de martelo (6,00 kg) | Quentin Bigot · França                                                     | 78.45     | Serghei Marghiev · Moldávia                                                    | 76.60     | Elias Håkansson · Suécia                                                       | 74.99     |
| Arremesso de dardo (800 g)      | Zigismunds Sirmais · Letônia                                               | 81.53     | Marcin Krukowski · Polónia                                                     | 79.19     | Pavel Mialeshka · Bielorrússia                                                 | 76.59     |
| Decatlo                         | Kevin Mayer · França                                                       | 8124 pts. | Mathias Brugger · Alemanha                                                     | 7853 pts. | Johannes Hock · Alemanha                                                       | 7806 pts. |

### Feminino
| Evento                          | Ouro                                                                                             | Ouro           | Prata                                                                                       | Prata    | Bronze                                                                                 | Bronze   |
| ------------------------------- | ------------------------------------------------------------------------------------------------ | -------------- | ------------------------------------------------------------------------------------------- | -------- | -------------------------------------------------------------------------------------- | -------- |
| 100 m                           | Jodie Williams · Reino Unido                                                                     | 11.18          | Jamile Samuel · Países Baixos                                                               | 11.43    | Tatjana Lofamakanda Pinto · Alemanha                                                   | 11.48    |
| 200 m                           | Jodie Williams · Reino Unido                                                                     | 22.94          | Jamile Samuel · Países Baixos                                                               | 23.31    | Jennifer Galais · França                                                               | 23.55    |
| 400 m                           | Bianca Razor · Roménia                                                                           | 51.96          | Yulia Yurenya · Bielorrússia                                                                | 53.03    | Madiea Ghafoor · Países Baixos                                                         | 53.73    |
| 800 m                           | Anastasiya Tkachuk · Ucrânia                                                                     | 2:02.73        | Rowena Cole · Reino Unido                                                                   | 2:03.43  | Ayvika Malanova · Rússia                                                               | 2:03.59  |
| 1.500 m                         | Amela Terzić · Sérvia                                                                            | 4:15.40        | Ciara Mageean · Irlanda                                                                     | 4:16.82  | Ioana Doaga · Roménia                                                                  | 4:20.73  |
| 3.000 m                         | Amela Terzić · Sérvia                                                                            | 9:17.61        | Esma Aydemir · Turquia                                                                      | 9:19.61  | Lisa Jäsert · Alemanha                                                                 | 9:30.23  |
| 5.000 m                         | Esma Aydemir · Turquia                                                                           | 16:12.16       | Emelia Gorecka · Reino Unido                                                                | 16:13.04 | Annabel Gummow · Reino Unido                                                           | 16:14.62 |
| 100 m com barreiras             | Nooralotta Neziri · Finlândia                                                                    | 13.34          | Isabelle Pedersen · Noruega                                                                 | 13.37    | Ekaterina Bleskina · Rússia                                                            | 13.47    |
| 400 m com barreiras             | Vera Rudakova · Rússia                                                                           | 57.24          | Aurelie Chaboudez · França                                                                  | 57.35    | Maeva Contion · França                                                                 | 58.03    |
| 3.000 m com obstáculo           | Gesa Felicitas Krause · Alemanha                                                                 | 9:51.08        | Gulshat Fazlitdinova · Rússia                                                               | 9:56.98  | Elena Panaet · Roménia                                                                 | 10:17.37 |
| Revezamento 4 x 100 metros      | Alemanha · Alexandra Burghardt · Katharina Grompe · Tatjana Lofamakanda Pinto · Anna-Lena Freese | 43.42 EJR,     | Itália · Oriana De Fazio · Irene Siragusa · Anna Bongiorni · Gloria Hooper                  | 44.52    | Reino Unido · Marylyn Nwawulor · Bianca Williams · Jennie Batten · Jodie Williams      | 45.00    |
| Revezamento 4 x 400 metros      | Reino Unido · Katie Kirk · Lucy James · Amelia Clifford · Kirsten McAslan                        | 3:35.29        | Polónia · Patrycja Wyciszkiewicz · Małgorzata Hołub · Justyna Święty · Magdalena Gorzkowska | 3:35.35  | Alemanha · Sabrina Häfele · Stefanie Gotzhein · Kim Carina Schmidt · Christina Zwirner | 3:36.26  |
| 10 km marcha atlética           | Elena Lashmanova · Rússia                                                                        | 42:59.48 WJR , | Svetlana Vasilyeva · Rússia                                                                 | 44:52.98 | Anna Ermina · Rússia                                                                   | 46:49.00 |
| Salto em altura                 | Mariya Kuchina · Rússia                                                                          | 1.95 =         | Airinė Palšytė · Lituânia                                                                   | 1.91     | Nadja Kampschulte · Alemanha                                                           | 1.88     |
| Salto com vara                  | Angelica Bengtsson · Suécia                                                                      | 4.57           | Lilli Schitzerling · Alemanha                                                               | 4.20 =   | Natalia Demidenko · Rússia                                                             | 4.20     |
| Salto em distância              | Lena Malkus · Alemanha                                                                           | 6.40           | Alina Rotaru · Roménia                                                                      | 6.36     | Polina Yurchenko · Rússia                                                              | 6.11     |
| Salto Triplo                    | Yana Borodina · Rússia                                                                           | 14.00          | Kristiina Mäkelä · Finlândia                                                                | 13.67    | Ganna Aleksandrova · Ucrânia                                                           | 13.14    |
| Arremesso de peso (4 kg)        | Lena Urbaniak · Alemanha                                                                         | 16.31          | Anna Wloka · Polónia                                                                        | 16.23    | Anna Rüh · Alemanha                                                                    | 16.01    |
| Arremesso de disco (1,00 kg)    | Shanice Craft · Alemanha                                                                         | 58.65          | Anna Rüh · Alemanha                                                                         | 58.10    | Viktoriya Klochko · Ucrânia                                                            | 54.03    |
| Lançamento de martelo (4,00 kg) | Barbara Špiler · Eslovênia                                                                       | 67.06 ,        | Kıvılcım Kaya · Turquia                                                                     | 66.74    | Alexia Sedykh · França                                                                 | 65.02    |
| Lançamento de dardo (600 g)     | Liina Laasma · Estónia                                                                           | 55.99          | Līna Mūze · Letônia                                                                         | 55.83    | Laura Henkel · Alemanha                                                                | 55.37    |
| Heptatlo                        | Dafne Schippers · Países Baixos                                                                  | 6153           | Sara Gambetta · Alemanha                                                                    | 6108     | Laura Ikauniece · Letônia                                                              | 6063     |

## Quadro de medalhas

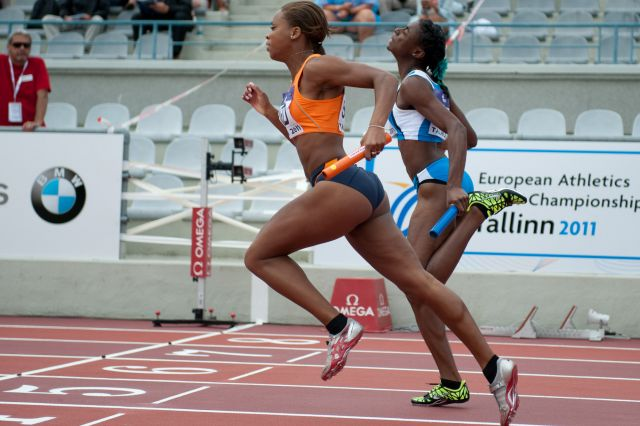
Jamile Samuel, Países Baixos (esquerda), e Gloria Hooper, Itália (direita), na final do revezamento 4x100 m.

| Ordem | País          | Medalha de ouro | Medalha de prata | Medalha de bronze | Total |
| ----- | ------------- | --------------- | ---------------- | ----------------- | ----- |
| 1     | Rússia        | 8               | 4                | 6                 | 18    |
| 2     | Alemanha      | 7               | 4                | 12                | 23    |
| 3     | Reino Unido   | 6               | 5                | 4                 | 15    |
| 4     | França        | 6               | 3                | 4                 | 13    |
| 5     | Espanha       | 2               | 0                | 2                 | 4     |
| 6     | Sérvia        | 2               | 0                | 0                 | 2     |
| 7     | Polónia       | 1               | 5                | 2                 | 8     |
| 8     | Turquia       | 1               | 3                | 0                 | 4     |
| 9     | Itália        | 1               | 2                | 3                 | 6     |
| 10    | Países Baixos | 1               | 2                | 1                 | 4     |
| 11    | Roménia       | 1               | 1                | 2                 | 4     |
| 11    | Ucrânia       | 1               | 1                | 2                 | 4     |
| 13    | Letônia       | 1               | 1                | 1                 | 3     |
| 14    | Finlândia     | 1               | 1                | 0                 | 2     |
| 14    | Eslovênia     | 1               | 1                | 0                 | 2     |
| 16    | Suécia        | 1               | 0                | 2                 | 3     |
| 17    | Áustria       | 1               | 0                | 0                 | 1     |
| 17    | Estónia       | 1               | 0                | 0                 | 1     |
| 17    | Hungria       | 1               | 0                | 0                 | 1     |
| 20    | Bélgica       | 0               | 2                | 0                 | 2     |
| 20    | Noruega       | 0               | 2                | 0                 | 2     |
| 22    | Azerbaijão    | 0               | 1                | 1                 | 2     |
| 22    | Bielorrússia  | 0               | 1                | 1                 | 2     |
| 24    | Dinamarca     | 0               | 1                | 0                 | 1     |
| 24    | Irlanda       | 0               | 1                | 0                 | 1     |
| 24    | Lituânia      | 0               | 1                | 0                 | 1     |
| 24    | Moldávia      | 0               | 1                | 0                 | 1     |
| 24    | Montenegro    | 0               | 1                | 0                 | 1     |
| 29    | Bulgária      | 0               | 0                | 1                 | 1     |
| Total | Total         | 44              | 44               | 44                | 132   |

## Participantes por nacionalidade
Um total de 954 atletas de 47 países participaram do campeonato.
- Armênia (1)
- Áustria
- Azerbaijão (2)
- Bielorrússia
- Bélgica
- Bósnia e Herzegovina (1)
- Bulgária
- Croácia
- Chipre
- Chéquia
- Dinamarca
- Estónia (anfitrião)
- Finlândia
- França
- Geórgia (1)
- Gibraltar (5)
- Alemanha
- Reino Unido
- Grécia
- Hungria
- Islândia (2)
- Irlanda
- Israel (8)
- Itália
- Letônia (14)
- Liechtenstein (1)
- Lituânia (26)
- Luxemburgo (2)
- Macedônia do Norte (1)
- Malta (1)
- Moldávia (3)
- Montenegro (3)
- Países Baixos
- Noruega
- Polónia
- Portugal
- Roménia
- Rússia
- San Marino (1)
- Sérvia
- Eslováquia
- Eslovênia
- Espanha
- Suécia
- Suíça
- Turquia
- Ucrânia

Legenda
| Recorde mundial       | Recorde mundial (World record)               |                       | Recorde africano                      | Recorde africano (African) |                                           | Q | Classificado por posição (Qualified) |
| Recorde do campeonato | Recorde do campeonato (Championship record)  | Recorde da América    | Recorde da América (Americas)         | q                          | Classificado por melhor tempo (Qualified) |   |                                      |
| Melhor marca do ano   | Melhor marca do ano (World leading)          | Recorde asiático      | Recorde asiático (Asian)              | DNS                        | Não largou (Did not start)                |   |                                      |
| Recorde nacional      | Recorde nacional (National record)           | Recorde europeu       | Recorde europeu (European)            | DNF                        | Não terminou (Did not finish)             |   |                                      |
| Recorde pessoal       | Recorde pessoal do atleta (Personal best)    | Recorde da Oceania    | Recorde da Oceania (Oceania)          | DSQ / DQ                   | Desclassificado (Disqualified)            |   |                                      |
| Recorde da temporada  | Recorde da temporada do atleta (Season best) | Recorde sul-americano | Recorde sul-americano (South America) | NM                         | Sem marca (No mark)                       |   |                                      |